# Pojang-tavi csata
A Pojang-tavi csata (kínaiul: 鄱陽湖之戰, pinjin: Póyáng Hú Zhīzhàn) egy 1363. augusztus 30-a és október 4-e között lezajlott tengeri ütközet volt a Jüan-dinasztia bukásához vezető vörös turbános felkelés idején. Az összecsapásban Csen Jou-liang lázadó erői szállták meg Nancsang városát egy hatalmas flottával, amely Kína egyik legnagyobb édesvizű taván, a Pojang-tavon vonult fel. Az ellenfél, Zhu Jüan-csang kisebb flottával szállt szembe vele. A tűzharccal végződött kezdeti összecsapás után Zhu gyújtóhajókat vetett be, amikkel sikeresen felgyújtotta az ellenség toronyhajóit, ezzel megsemmisítve Csen flottáját. Ez volt a felkelés utolsó nagy csatája, amely a Ming-dinasztia felemelkedését elősegítette.

## A csata lefolyása
Zhu Jüan-csang flottája 1363. augusztus 24-én érkezett meg Hukouba, majd augusztus 28-án sikeresen felmentette Nancsangot. Csen Jou-liang ekkor útnak indította seregét és észak felé hajózott a Pojang-tó irányába. A két flotta augusztus 29-én találkozott. Zhu seregének létszáma mindössze a harmadát tette ki Csen seregének. Egy korabeli Ming-forrás szerint Zhu erői különféle lőporral működő fegyverekkel érkeztek: „tűzbombák, tűzfegyverek, tüzes nyilak, tűzmagok, nagy és kis tüzes lándzsák, különféle méretű „parancsnok” tűzcsövek, különféle vasbombák és rakéták”. Ez azt mutatja, hogy a korábbi puskaporos fegyverek még együtt léteztek az újabb típusú fegyverekkel, és például a tüzes lándzsákat csak a Ming-korai időszak után váltották le teljesen. Egy új fegyver, a „Nincs Alternatíva” is szerepelt az arzenálban. Ez egy öt hüvelyk átmérőjű, hét láb hosszú, kör alakú nádmatrac volt, amelyet vörös papírral borítottak be és selyemmel, valamint kenderrel erősítettek össze. A belsejébe lőport, golyókat és más puskaporos eszközöket töltöttek. Ezt a fegyvert az árboc elejére erősítették, és amikor az ellenséges hajó közel került, a gyújtózsinórt meggyújtották, ami a fegyvert az ellenség hajójára ejtette, majd a tartalmát szétrepítve „mindent lángba borított, esélyt sem hagyva a megmenekülésre”.
Augusztus 30-án Zhu 11 hajórajba sorolta flottáját, azzal a paranccsal, hogy „közelítsék meg az ellenséges hajókat, először a puskaporos fegyvereket vessék be (發火器), majd az íjakat és számszeríjakat, végül rövid hatótávolságú fegyverekkel támadják meg a hajókat.” Tűzbombákat hajítottak ki a hajókon elhelyezett ostromkatapultokkal, és Zhu erői sikeresen felgyújtottak húsznál több ellenséges hajót, valamint sok ellenséges katonát megöltek vagy vízbe fullasztottak. Azonban Zhu zászlóshajója is lángra kapott, és egy homokpadnak ütközött. Csen hajói visszaszorították Zhu sorait, amelyek végül egy sekélyes területre vonultak vissza, ahol már nem lehetett őket üldözni. Zhu ismét próbálkozott Csen flottájával szembeszállni hajó-hajó elleni harcban, de súlyos veszteségekkel ismét visszavonulni kényszerült. Másnap a szél iránya Csen flottája felé fordult, és Zhu gyújtóhajókat küldött az ellenséges flottába, amelyek több száz hajót pusztítottak el. Bár lőfegyvereket is használtak a csatában, a végső győzelmet mégis a gyújtóeszközök biztosították.
Szeptember 2-án a két flotta ismét összecsapott. Zhu kisebb létszámú erői sikeresen elkülönítettek és megsemmisítettek több nagyobb ellenséges hadihajót, amelyek így visszavonulásra kényszerültek. Ezt követően Zhu flottája egy hónapos blokádot létesített. Csen október 4-én próbált kitörni a blokádból, de Zhu készen állt, és további gyújtóhajókat bocsátott vízre, amelyek szétszórták Csen hajóit, így a különböző egységek távol kerültek egymástól, és elszigetelten kellett harcolniuk. Csent egy nyílvessző találta fejbe, amely halálát okozta, ezzel végleg lezárva a csatát.

## Utóhatás
Csen Jou-liang halála után fia, Csen Li vette át a hatalmat, azonban 1364-ben megadta magát Zhu Jüan-csangnak. A Nyugati Vu győzelme megerősítette őket, mint a lázadók legerősebb csoportját. Öt évvel később a Nyugati Vu megdöntötte a Jüan-dinasztiát, és átvette Kína irányítását. Zhu Jüan-csang ezt követően a Ming-dinasztia első császára lett, és Hongwu császár néven uralkodott.